# Узмате-Велате
Узмате-Велате (італ. Usmate Velate) — муніципалітет в Італії, у регіоні Ломбардія, провінція Монца і Бріанца.
Узмате-Велате розташоване на відстані близько 490 км на північний захід від Рима, 25 км на північний схід від Мілана, 10 км на північний схід від Монци.
Населення — 10 259 осіб (2014).

## Демографія
Населення за роками:

Станом на 1 січня 2023 року в муніципалітеті офіційно проживали 864 іноземці з 65 країн, серед них 306 громадян країн Євросоюзу та 58 громадян України.

## Сусідні муніципалітети
- Аркоре
- Кампарада
- Карнате
- Казатеново
- Ломанья
- Вімеркате